# Sinophorus indistinctus
Sinophorus indistinctus är en stekelart som beskrevs av Sanborne 1984. Sinophorus indistinctus ingår i släktet Sinophorus och familjen brokparasitsteklar. Inga underarter finns listade i Catalogue of Life.